# ラクテンチ
ラクテンチは、大分県別府市にある遊園地、およびそれを運営する別府市の企業（株式会社ラクテンチ）である。

## 概要
別府市内を一望できる立石山中腹にあり、平野部からケーブルカー（別府ラクテンチケーブル線）で移動して入園する。名称の「ラクテンチ」は「楽天地」の意味である。
1950年（昭和25年）から続いているイベント「あひるの競走（レース）」が名物となっている。1日数回催され、1着を的中すると景品が贈られる。
ラクテンチのある乙原は、別府温泉の中心流川からまっすぐに伸びる流川通りの終点に位置し、古くは豊後国守護大友氏初代当主大友能直が鎌倉の鶴岡八幡宮を勧請した八幡朝見神社の社地があった所で、別府八景や大分百景にも選ばれるほど景色が良く、春は桜やツツジの名所としても知られている。園内には、小規模な動物園や別府湾を展望できる温泉施設も設けられている。
同じ別府市には本施設よりも規模の大きい遊園地城島高原パークも存在するが、現在でも営業を続けている。

## 施設

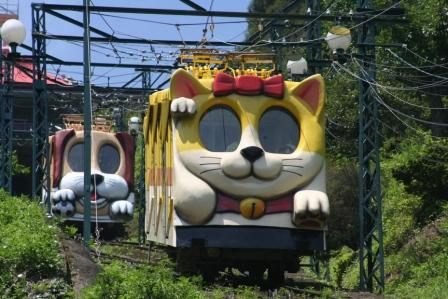
ケーブルカー
2009年の「ラクテンチ」へのリニューアルに合わせて、イヌ・ネコ型に模様替えされた。

ケーブルカー
1929年（昭和4年）の開園と同時に開通。長さ260 m、勾配30度。
フラワー大観覧車
日本で唯一の二重式観覧車であり、回転するアームの両端でそれぞれ観覧車が回転する。標高約240 m。1974年（昭和49年）に営業を開始した大観覧車に代わって、2004年（平成16年）3月のリニューアルに伴い営業を開始した。かつて宝塚ファミリーランドにあったもので、その閉園（2003年（平成15年））に伴い当園に移設された。元々は2基のアームを有していたが、当園に移設されたのはそのうちの1基で、もう1基はミャンマーの遊園地に譲渡されている。
ジェットコースター
全長約470m。1972年（昭和47年）に営業を開始したもので、基本部分は営業開始当初の姿が残っている。
演芸場・ミュージアム
1956年（昭和31年）に建てられた演芸場。2024年（令和6年）9月21日に開園95周年を記念して大幅リニューアル。地上2,3階部分がステージと客席で音響や照明設備を新たに導入。劇団による公演やアーティストたちの発表の場として活用される。B1Fには「油屋熊八ミュージアム」、B2Fには「ラクテンチミュージアム」を新設した。
絶景の湯・足湯
入園者が無料で利用できる展望風呂。別府八湯温泉道にも参画している。
ネオン看板
1966年（昭和41年）頃に設置され、以来、別府の夜を灯し続ける「ラクテンチ」のネオン看板。別府タワーのライトアップなどと共に別大国道を大分方面から走行すると眼前に広がる別府の夜景を彩る。

### かつて存在した施設
リフトとロープウェイ
1962年（昭和37年）3月1日に、ラクテンチから立石山山頂に通じる延長654 mのリフトが完成。また、1982年（昭和57年）11月17日には志高湖畔の志高ユートピアから船原山に至るリフトが開通。そして、1984年（昭和59年）8月12日に立石山と船原山を結ぶロープウェイが開通したことにより、ラクテンチと約4km離れた志高ユートピアとがリフト及びロープウェイの空中交通で結ばれることになった。しかし、これらの路線は台風による被害などのため、1998年（平成10年）に廃止された。

## 沿革

### 開園まで
1903年（明治36年）から、現在のラクテンチの敷地内には高品位な金・銀鉱石を産出する鉱山（別府金山）が操業していた。坑内には操業当初から温泉が湧き出しており、坑内の熱気に耐えながら操業を続けていた。しかし、今までよりも高温な温泉が湧きだし坑内環境が悪化したことから1916年（大正5年）9月に操業を中止した。その後、1923年（大正12年）に再開を図ったものの、温泉の枯渇を恐れた地域住民の反対等により果たせなかった。そこで、残った敷地と温泉を有効活用する目的で、遊園地の設立が企図され開園した。

### 岡本製作所への譲渡と「別府ワンダーラクテンチ」へのリニューアル

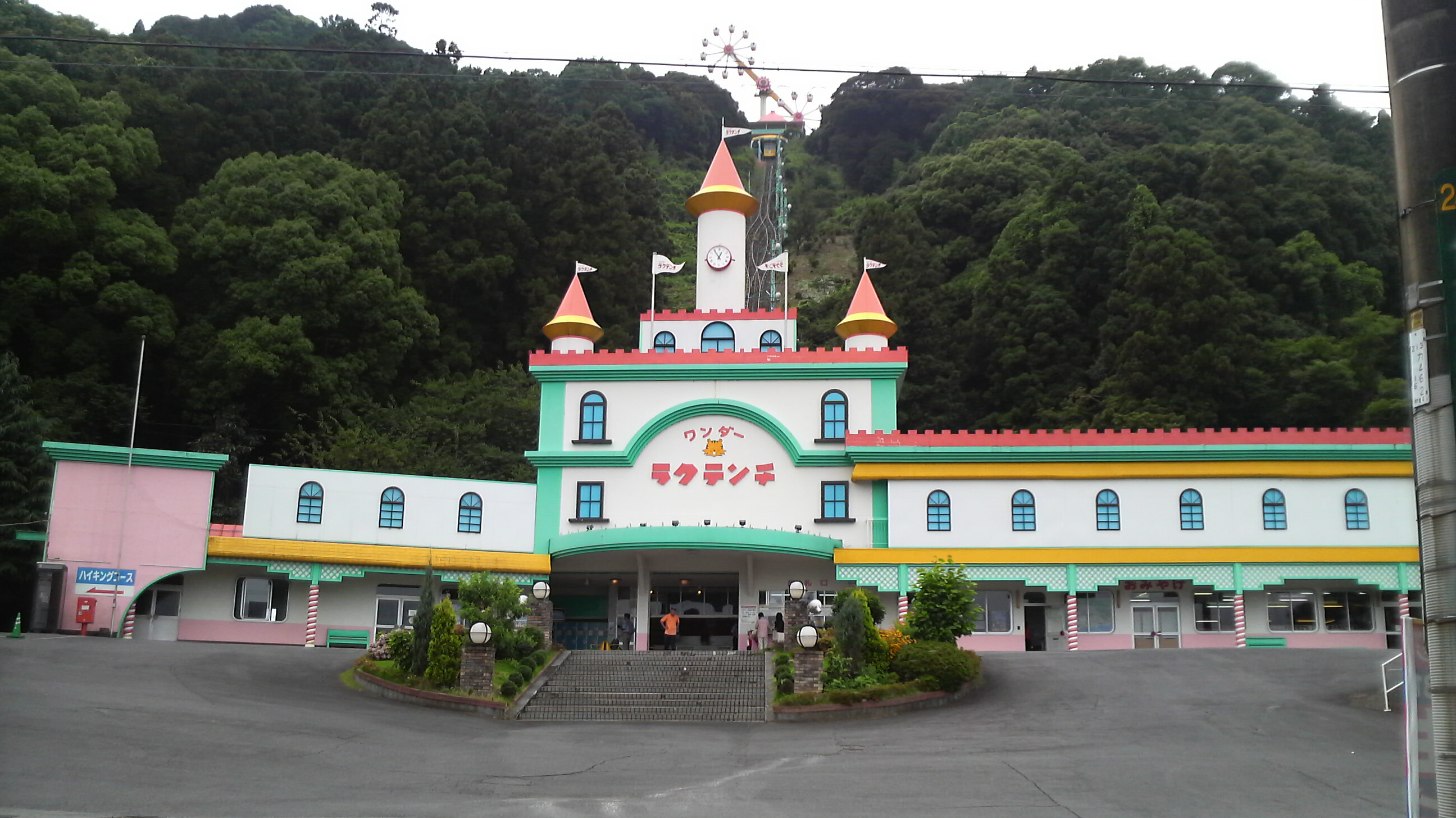
別府ワンダーラクテンチ時代の入口（2007年7月撮影）

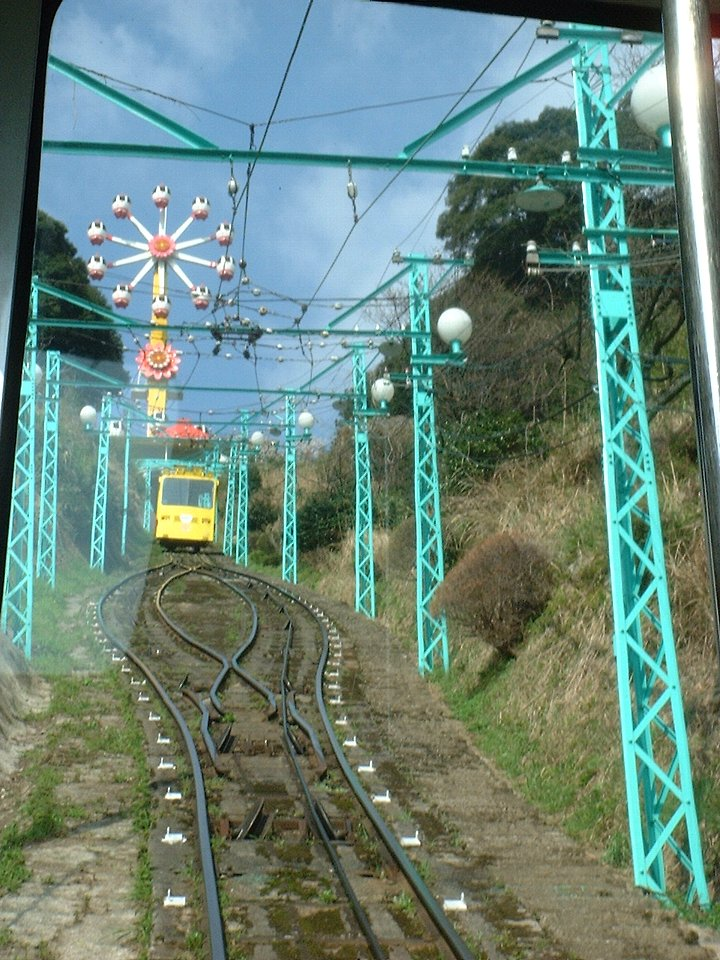
別府ワンダーラクテンチ時代のケーブルカー
奥にフラワー観覧車が見える

当園は、2003年（平成15年）11月に、経営不振から遊具メーカーの岡本製作所に譲渡され、2004年（平成16年）3月に「別府ワンダーラクテンチ」としてリニューアルオープンした。その際、ゾウ、キリン、ホッキョクグマ、カバなどの大型動物やペンギンなどは各地の動物園へ譲渡された。
2008年（平成20年）にはいると、岡本製作所は再度の経営不振を理由に8月末での撤退を表明したが、同年8月18日までに大分県大分市に本社を置く九州観光ホームグループへの事業譲渡が合意され、同年9月以降も営業は継続されることになった。この際、園名は、別府国際観光時代の名称「別府ケーブルラクテンチ」に戻すと報じられた。
その後、譲渡先の新会社が国土交通省からケーブルカーの営業認可を受ける必要があるとの理由で、岡本製作所は11月末までの運営継続を表明したが、11月になって、九州観光ホームへの譲渡話は頓挫したことが判明。遊園地は11月末で休園した。

### 「ラクテンチ」へのリニューアル
岡本製作所は他社への売却交渉を続けるほか、スポンサーを募って自社で営業を再開することも検討しており、閉園することはないとしていたが、2009年（平成21年）1月31日に、ゴールデンウィーク前に自社運営で営業を再開することを発表。再開にあたっては、園内南側の遊具を撤去して芝やハーブなどを植えた広場を設けるとともに、足湯、イチゴ狩りなどの体験施設を整備する計画であるとされた。
2009年（平成21年）3月12日には、改修工事の遅れや、各エリアの改修を段階的に行うのではなく一括してオープンする計画としたことから、営業再開が同年7月20日頃になると発表されていたが、6月23日に別府市役所で行われた記者会見においてオープンは7月18日と発表され、本年の開園80周年を機に原点に立ち返る意味から、名称を「ワンダーラクテンチ」から「ラクテンチ」に戻すことも発表された。また、2004年（平成16年）に大幅削減されていた動物の飼育展示のうちマゼランペンギンが復活し、7月1日には神戸市立須磨海浜水族園から到着した。
2018年（平成30年）4月には、地元でガソリンスタンドなどを展開する西石油グループが、6月上旬をめどに岡本製作所から事業譲渡を受ける予定であることを公表。岡本製作所は6月1日にラクテンチの事業を株式会社ラクテンチに会社分割し、株式会社ラクテンチは西石油グループに事業譲渡された。

### 年表

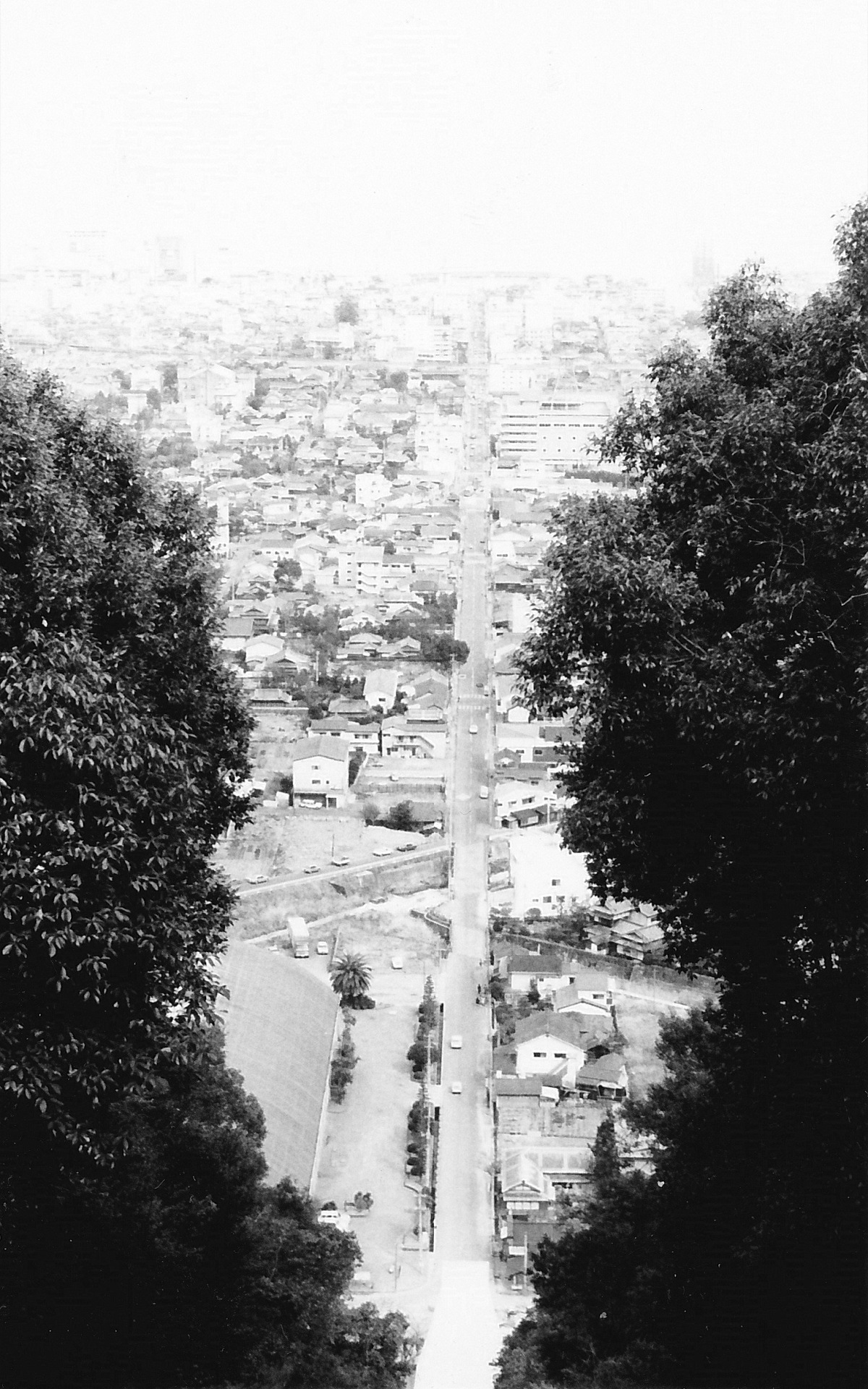
ケーブルカーから見た別府市内（1970年代）

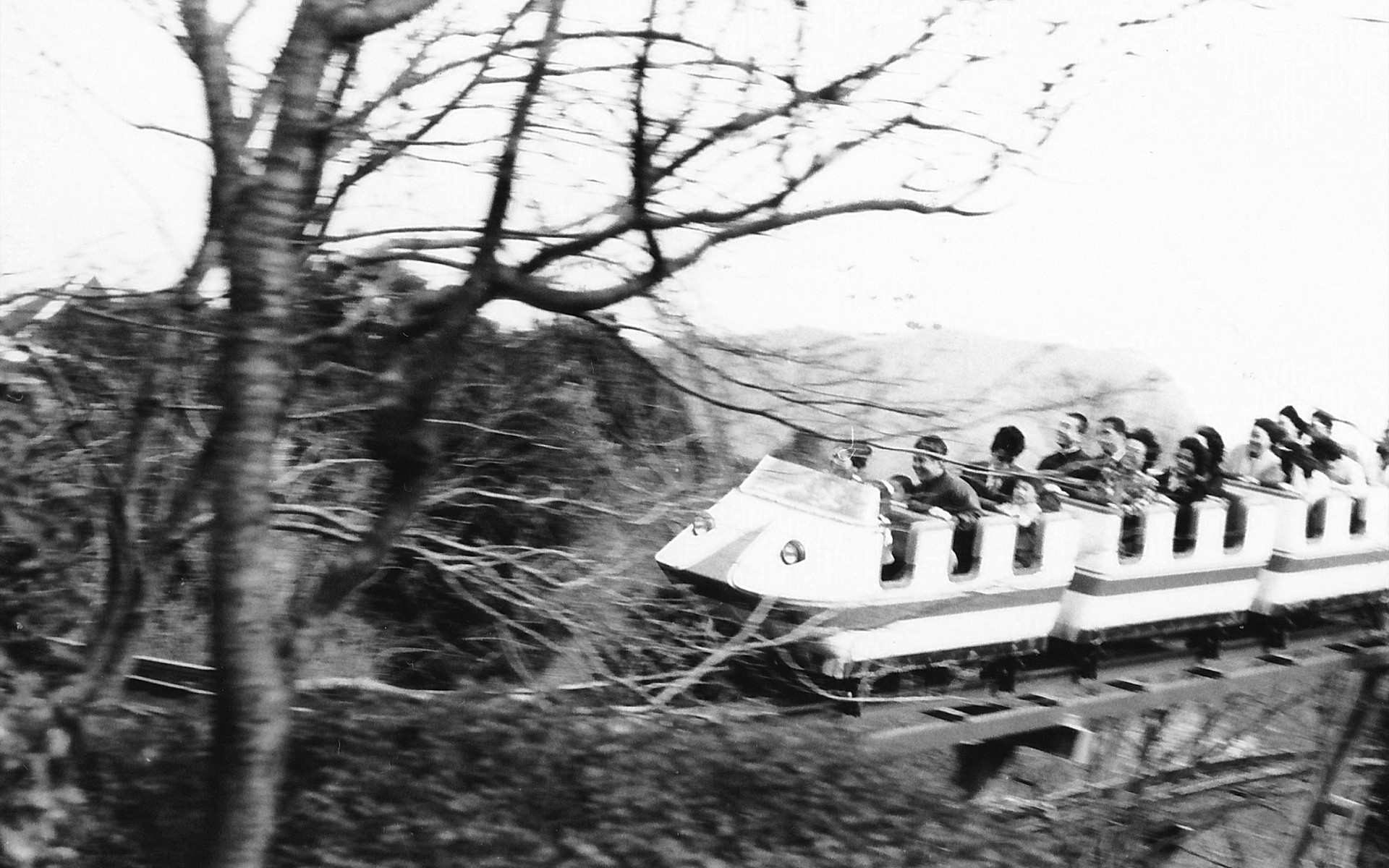
ジェットコースター（1970年代）

- 1929年（昭和4年）9月3日 - 「別府遊園」として開業。同時にケーブルカー開業[4][11][33]。
- 1935年（昭和10年）頃 - 「別府ケーブル遊園地」という名称で、運営会社は株式会社別府ケーブル遊園であった[34]。
- 1941年（昭和16年） - 軍に接収され小倉陸軍造兵廠の療養所となる[33][35]。
- 1950年（昭和25年）
  - 6月15日 - 別府国際観光により「別府ケーブルラクテンチ」として営業再開[36]。
  - 6月16日 - 別府鋼索鉄道によりケーブルカーの運行再開[12]。
  - あひるの競走開始[4][11]。
  - タイから雄ゾウ「太郎」が贈られる[11][37]。
- 1954年（昭和29年）
  - 12月20日 - ケーブルカーが別府鋼索鉄道から別府国際観光に譲渡される[12]。
  - 菊人形展開始（1997年まで開催）[4][11]。
- 1962年（昭和37年）3月1日 - ラクテンチ・立石山間のリフトが開通[4]。
- 1972年（昭和47年） - ジェットコースター営業開始[4]。
- 1974年（昭和49年） - 大観覧車営業開始[4][11]。
- 1982年（昭和57年）11月17日 - 船岡山・志高ユートピア間のリフトが開通。
- 1984年（昭和59年）8月12日 - 立石山・船原山間のロープウェイが開通[4]。
- 1998年（平成10年） - リフト及びロープウェイ廃止[4]。
- 2003年（平成15年）11月 - 遊具メーカーの岡本製作所に譲渡される。
- 2004年（平成16年）3月
  - 「別府ワンダーラクテンチ」としてリニューアルオープン。
  - フラワー大観覧車営業開始[4][11]。
  - 大吊り橋完成[4]。
- 2008年（平成20年）11月 - 休園。
- 2009年（平成21年）7月18日 - 開園80周年を機に名前を「ラクテンチ」に戻して営業再開。
- 2017年（平成29年）7月 - 29日から31日の3日間、温泉と遊園地をコラボさせた「湯～園地」として営業。元々は2016年11月に別府市がYouTubeで公開した動画が100万回再生されたら実現するというもので、公開から僅か3日で達した為実施された。
- 2018年（平成30年）6月1日 - 岡本製作所から株式会社ラクテンチが会社分割され、地元でガソリンスタンドなどを展開する西石油グループに事業譲渡される[31]。

## 所在地
- 大分県別府市流川通り18丁目

## 営業
- 営業時間：9:30 - 17:00（季節により閉園時間は変動）
- 定休日：毎週火曜日（ゴールデンウィーク、春・夏・冬休み、祝日は営業）
  - 冬季（1月、2月）は、園内整備及び点検作業のため、長期休園の場合がある[38]。

## 交通
- 自動車
  - 東九州自動車道別府ICから約10分（約3km）
  - JR九州日豊本線別府駅から約5分（約2km）

“アクセス”.   別府ラクテンチ. 2018年5月23日閲覧。